# Aspidomorpha miliaris
Aspidimorpha miliaris е широко разпространен азиатски вид бръмбар, принадлежащ към семейство листояди (Chrysomelidae). Името на рода често се изписва неправилно като „Aspidomorpha“ поради необоснована промяна в правописа през 1848 г.

## Разпространение
Видът е разпространен в Югоизточна Азия и Индия. Може да се намери в Бангладеш, Бирма, Китай, Индонезия, Лаос, Малайзия, Непал, Нова Гвинея, Пакистан, Филипини, Тайланд и Виетнам.

## Описание
Този вид достига до около 15 mm на дължина. Ларвите живеят на групи и се хранят с видове цъфтящи растения от род Ipomoea. Има особено опасно въздействие върху житните култури.
Цветът на тялото варира от лимонено жълто до ярко оранжево, и е покрито с променлив брой разредени черни петна.